# Halictus quadricinctus
De Halictus quadricinctus (tên tiếng Anh: vierbandgroefbij) là một loài Hymenoptera trong họ Halictidae. Loài này được Fabricius mô tả khoa học năm 1776.